# النا ماتوس

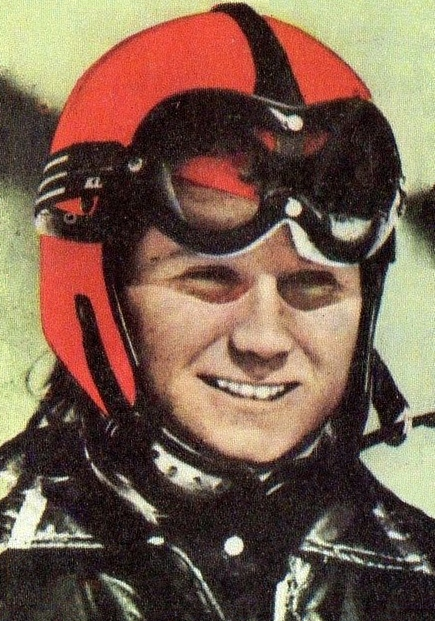
النا ماتوس

النا ماتوس (به ایتالیایی: Elena Matous)،(زاده ۱۰ مه ۱۹۵۳ کورتینا دامپتزو، ایتالیا) ورزشکار زن بازنشسته در رشتهٔ اسکی آلپاین اهل کشور ایتالیا است. او برای ایتالیا، سان مارینو، ایران و لوکزامبورگ مبارزه کرد.او در جام جهانی اسکی آلپاین ۱۹۷۷ در رشته اسکی سرعت دوم شد و در مجموع مقام هشتم را بدست آورد.